# Applicando
Applicando è stato un periodico di informatica italiano riguardante il mondo Macintosh (Apple), pubblicato con cadenza mensile dal 1983 fino al 2018. 

## Panoramica
La rivista è stata fondata nel 1983 dall'editore Editronica Srl. Il primo direttore responsabile della rivista è stato Stefano Benvenuti che ne fu l'ideatore e l'ispiratore con il giornalista Arturo Motti. Originariamente, la rivista era dedicata ai primi modelli di personal computer di Apple: Apple II e in misura minore Apple III. La rivista usciva inizialmente con cadenza bimestrale e pubblicava prevalentemente listati in linguaggio Integer BASIC, o talvolta in linguaggio macchina, da digitare a mano e salvare su dischi da 5,25 pollici per successive esecuzioni. 
Il primo numero della rivista è stato pubblicato per il bimestre maggio-giugno 1983. Molti degli articoli relativi ai listati erano pubblicati su licenza esclusiva per l'Italia, riprendendoli dalle riviste statunitensi Nibble (la prima rivista interamente dedicata al mondo Apple, nata nel 1981) e inCider (nata nel 1982). 
Dopo l'introduzione sul mercato del primo Apple Macintosh 128K, la rivista si dedicò sempre di più al software e all'hardware dei modelli Macintosh fino ad abbandonare completamente la pubblicazione dei listati in Basic e a offrire programmi shareware e freeware su dischi da 3,5 pollici in un primo tempo, per poi passare ai CD negli anni '90. Nel frattempo cambia il logo della testata: col numero di marzo 1995 il logo col nome della testata perde i colori dell'arcobaleno; mentre col numero di gennaio 2000 "Applicando subisce un restyling grafico e il logo della testata assume l'aspetto attuale"; sul numero di gennaio 2006, oltre a un nuovo restyling, cambia la frase nella testata che diventa "La rivista per il mondo Mac".
Applicando è una delle prime riviste italiane a essere stata impaginata utilizzando un computer Macintosh e il programma Aldus PageMaker che allora consentiva di gestire meglio, e velocizzare, i processi di fotocomposizione a freddo, svincolando il lavoro redazionale dai flussi di produzione dei sistemi dedicati in uso a fine secolo, più laboriosi e subordinati alla logistica del fotocompositore. L'impaginato a video veniva stampato su di una stampante Apple LaserWriter che riproduceva fedelmente il risultato finale ottenibile sulla pellicola di fotocomposizione.
La concorrente diretta di Applicando (ma con tiratura e diffusione che rimasero inferiori) per alcuni anni è stata la rivista Macworld Italia, che divenne testata autonoma in vendita presso le edicole solo dal 1991 e che dal marzo 2006 passa da IDG alla Nuov@ Periodici Italia di Mario Toffoletti.
Applicando si è da sempre occupata dei computer e del software Apple e in seguito anche di altri dispositivi Apple, come iPhone, iPod, Apple TV e iPad, con articoli redatti da numerosi collaboratori che via via si sono succeduti nel corso degli anni. Tra i più attivi ricordiamo Francesco D'Ambrosio che fino al 2009 era il coordinatore di redazione, Emanuele Fiorillo, Dario Tortora, Luca Bassini, Matteo Discardi, Roberta Cecchi, Carlo Magrì, Luca Nalin, Simone Leopizzi e Emanuele Trussoni.
A fine 2016 il direttore responsabile è Ivo Alfonso Nardella e il direttore di redazione è Marcello Oddini. Negli ultimi anni si è assistito ad alcuni passaggi di proprietà e acquisizioni e oggi la testata fa parte del gruppo Tecniche nuove, New Business Media srl.
Nei primi mesi del 2015 si assiste a una radicale rivisitazione della rivista, sia nella veste grafica, che nei contenuti, alla ricerca della modernità anche nell'offerta editoriale, con spostamenti verso servizi usufruibili dal nuovo sito, dalla nuova newsletter e dalla nuova App, con "contenuti arricchiti grazie all'adozione della Realtà Aumentata" come recita la presentazione della rivista. La nuova veste grafica viene presentata nel numero di marzo 2015 con il nuovo logo "applicando" con la "a" in minuscolo e racchiusa all'interno della silhouette quadrata con spigoli arrotondati che probabilmente dovrebbe suggerire un dispositivo portatile Apple per la presenza della fogliolina di mela tipica della mela morsicata del logo di Cupertino. Cambia anche il sottotitolo: Prima  "La rivista per il mondo Mac", ora "La rivista del mondo Mac".